# ベルビー赤坂
| 営業当時のベルビー赤坂（2011年10月） |  | 営業当時のベルビー赤坂（2011年10月） |
| 営業当時のベルビー赤坂（2011年10月） |  |                                      |

ベルビー赤坂（ベルビーあかさか、belleVie Akasaka）は、東京都港区赤坂三丁目にある商業ビル。東京地下鉄（東京メトロ）赤坂見附駅の駅ビルである。"belle Vie" はフランス語で「美しい人生」を意味する。
ファッションビルとして運営されていたが、2012年（平成24年）3月末をもって事実上閉店し、2013年（平成25年）6月7日よりビックカメラが入居している。

## 概要

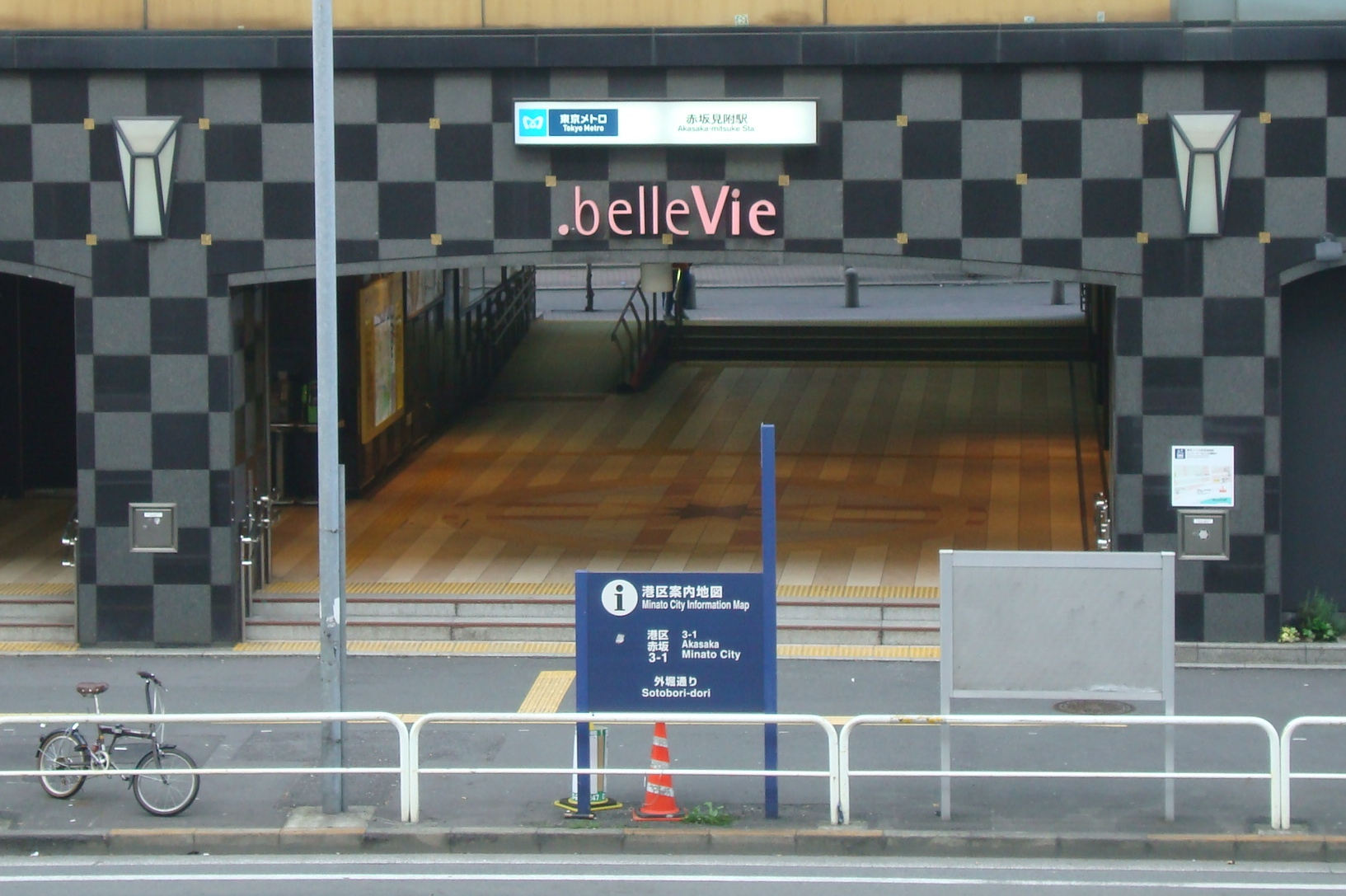
地上入口

東京メトロの前身である帝都高速度交通営団（営団）が、子会社・地下鉄ビルデイングと伊藤忠商事との合弁会社として、1978年（昭和53年）5月29日に「シーアイ・メトロビル」を設立の上で、赤坂見附駅上部にファッションビルを建設し、翌年9月27日に開業した。ビルは地上9階建てで、店舗は衣料品33店など計84店舗が入り、1～6階がブティックなどの専門店街、7～9階が飲食店街の構成だった。

### 改装
2000年（平成12年）11月1日には、溜池山王駅開業や山王パークタワーの開業、外堀通りやエスプラナード赤坂通り（旧田町通り）の整備等、新世紀の赤坂再生を促す事業が数多く推進されたこと歩調を併せ、親会社・営団地下鉄の赤坂見附駅の改装とともに、ベルビー赤坂のリニューアルも計画され、改装オープンした。20代後半の女性を顧客対象に据え、テナント約80店のうち半数を入れ替え、日本に進出していない婦人服や雑貨の海外ブランドを導入。この改装と並行して新たにホームページを立ち上げ、インターネットを利用した通信販売にも乗り出し、「Club bellevie」というポイントカードも採り入れ、顧客獲得強化を図ることになった。同時にポカリスエットやIPSAのロゴデザインを手がけたヘルムート・シュミットのデザインによる新しいロゴ 「.belle Vie」が採用された。
2007年（平成19年）5月10日には、先行して3月に新規開業した東京ミッドタウン、翌春に開業を控える赤坂サカスなど、周辺における商業環境の変化を踏まえて、集客力を高めるため行った改装工事を終え、リニューアルオープンした。この際には「美しい人生 ～赤坂美人、生まれる。」をキャッチコピーとし、店舗数は工事前の50から56に増え、そのうち14店舗が第1号店または新業態であった。
しかし、東日本大震災に伴い建物の耐震性能を見直したところ、安全性が不足する部分が判明したため、耐震補強工事を実施することになり、2012年（平成24年）3月31日（建物1階の「ブティック・アシダ赤坂」のみ同年6月26日）をもって全店閉店した。工事完了後は、全館まるごと家電量販店のビックカメラが借り受け、2013年（平成25年）6月7日、赤坂見附駅店を出店している。ビックカメラは、核テナントという位置づけのため、ビルには「.belle Vie」の看板も残している。

### 運営会社
ここには、もともと150坪位の土地に営団の変電設備があり、その隣に伊藤忠商事が350坪の土地に6階建ての伊藤忠自動車本社ビルを構えていた。昭和40年代後半に、赤坂見附駅に従来の銀座線と丸ノ内線のほかに、永田町に半蔵門線が入ってくるため駅施設改良工事するとの計画があり、その一環として地上設備を地下に入れ、空いた地上部分の有効利用として、商業施設計画が持ち上がった。だが、営団としても150坪の土地では何もできないとのことで、隣の伊藤忠商事に話が持ち込まれ、検討の結果、伊藤忠が67%、地下鉄ビルデイング（現 東京メトロ都市開発）が33%出資して、シーアイ・メトロビルが設立され、ファッションビル建設に取りかかることになった。
シーアイ・メトロビルは、1999年（平成11年）6月30日に「ベルビーメトロ」に社名変更し、翌2000年（平成12年）10月1日には地下鉄ビルデイング（当時）に吸収合併されたことから、ベルビー赤坂の経営も同社に移管された。
2006年（平成18年）7月1日、ベルビー赤坂の事業はメトロプロパティーズに譲渡され、10月2日、（旧）株式会社地下鉄ビルデイングの会社分割と吸収合併により、東京メトロの直接の子会社となった。